# Группа экспертов ООН по географическим названиям
Группа экспертов Организации Объединённых Наций по географическим названиям (ГЭГНООН, англ. United Nations Group of Experts on Geographical Names, UNGEGN) — экспертная группа Экономического и Социального Совета ООН (ЭКОСОС), которая занимается стандартизацией географических названий, созданная в 1959 году. Каждые 5 лет Группа проводит Конференцию ООН по стандартизации географических названий.

## История
Вопрос о стандартизации географических названий поднимался Картографической секцией ЭКОСОС ещё с конца 1940-х годов. В своей резолюции 715 A (XXVII) от 23 апреля 1959 года ЭКОСОС обратился к Генеральному секретарю ООН с просьбой создать группу консультантов, которая занималась бы рассмотрением технических проблем внутренней стандартизации географических названий, включая подготовку доклада о связанных с этим общих и региональных проблемах, подготовкой проекта рекомендаций относительно процедур, главным образом лингвистического характера, которые отдельные страны могли бы применять при стандартизации своих названий, и представляла бы Совету доклады о целесообразности проведения международной конференции по данному вопросу и создания рабочих групп на основе общих лингвистических систем.
В 1960 году в Нью-Йорке было созвано первое совещание группы экспертов, которое рекомендовало провести конференцию ООН по стандартизации географических названий. Первая Конференция ООН по стандартизации географических названий состоялась в Женеве 4-22 сентября 1967 года. На основании рекомендаций Конференции ЭКОСОС в своей резолюции 1314 (XLVI) от 31 мая 1968 года утвердил круг ведения Специальной группы экспертов, которая решением Совета от 4 мая 1973 года была переименована в Группу экспертов ООН по географическим названиям.

## Цели и задачи
Основная задача ГЭГНООН — решать проблемы внутренней и международной стандартизации географических названий и вырабатывать рекомендации в этой сфере, главным образом лингвистического характера. ГЭГНООН, являясь одной из семи экспертных групп ЭКОСОС, уполномочена следить за выполнением резолюций в период между Конференциями ООН по стандартизации географических названий, проводимыми каждые пять лет. ГЭГНООН стремится подчеркнуть важность стандартизации географических названий на национальном и международном уровнях, показать её преимущества этого и оказать содействие странам в стандартизации географических названий там, где она отсутствует. Кроме того, ГЭГНООН поощряет обсуждение результатов деятельности по национальной стандартизации географических названий и возникающих при этом вопросов, распространение передового опыта и информирование сообщества пользователей о разрешённых на национальном уровне географических названиях.

## Организационная структура
ГЭГНООН представляет доклады Конференции ООН по стандартизации географических названий, проводимых раз в пять лет. Она поддерживается Секретариатом, представленным Статистическим отделом Организации Объединённых Наций и его Президиумом. ГЭГНООН проводит официальные встречи дважды между конференциями и работает над стандартизацией географических названий в рабочих группах и специальных целевых группах, а также в территориальных отделах. Эти отделы представляют собой группы стран с общими интересами на основе географии и/или языка. Для взаимодействия с другими научными организациями ГЭГНООН назначила нескольких офицеров связи.

### Бюро
Бюро ГЭГНООН состоит из председателя, двух заместителей председателя и двух докладчиков (Rapporteurs). Нынешний состав Бюро (на срок 2019—2023 годы):
- Председатель: Пьер Желлар (Франция);
- Вице-председатели: Сун Чжэ Чу (Республика Корея), Хасануддин Абидин (Индонезия);
- Докладчики: Трент К. Палмер (США), Венди Шо (Новая Зеландия).

Бывшие председатели:
- Мередит Ф. Беррилл (США, 1967—1977 годы)
- Йозеф Брой (Австрия, 1977—1982 годы)
- Дирк Питер Блок (Нидерланды, 1982—1987 годы)
- Анри Дорион (Канада, 1987—1991 годы)
- Питер Э. Рэпер (ЮАР, 1991—2002 годы)
- Хелен Керфут (Канада, 2002—2012).
- Уильям Уотт (Австралия, 2012—2019).

### Подразделения
Главные органы ГЭГНООН — территориальные отделы и рабочие группы.
ГЭГНООН включает экспертов из различных лингвистических и географических отделов, которые избираются на конференциях ООН по стандартизации географических названий. Страны сами определяют, в какие подразделения ГЭГНООН направить своих представителей; представители некоторых стран входят более чем в один отдел. В обязанности руководителей отделов входит стимулирование деятельности в области стандартизации географических названий в своём рабочем органе, организация технических совещаний, переписки и т. д.
В настоящее время в составе ГЭГНООН действует 24 территориальных отдела, которые ведут работу между её сессиями:
- центрально-африканский отдел;
- восточно-африканский отдел;
- южно-африканский отдел;
- западно-африканский отдел;
- арабский отдел;
- восточно-азиатский отдел (за исключением Китая);
- отдел Юго-Восточной Азии и тихоокеанского бассейна;
- отдел Юго-Западной Азии (за исключением арабских стран);
- балтийский отдел;
- кельтский отдел;
- отдел Китая;
- отдел голландско- и немецкоязычных стран;
- отдел Центральной и Юго-Восточной Европы;
- отдел Восточной Европы, Северной и Центральной Азии;
- отдел Восточного Средиземноморья (за исключением арабских стран);
- отдел франкоязычных стран;
- отдел Индии;
- латиноамериканский отдел;
- отдел стран Северной Европы;
- португалоязычный отдел;
- романо-эллинский отдел;
- отдел Великобритании;
- отдел США и Канады.

### Рабочие группы
Другие важные органы группы экспертов — это рабочие группы. Они рассматривают отдельные вопросы стандартизации географических названий. На сегодняшний день известно о существовании десяти рабочих групп:
- рабочая группа по названиям стран;
- рабочая группа по файлам топонимических данных;
- рабочая группа по распространению информации;
- рабочая группа по системам романизации;
- рабочая группа по топонимической терминологии;
- рабочая группа по учебным курсам по топонимике;
- рабочая группа по оценке и осуществлению;
- рабочая группа по экзонимам;
- рабочая группа по произношению;
- рабочая группа по пропаганде географических названий, используемых группами меньшинств и коренными народами.

## Конференция ООН по стандартизации географических названий
Конференция ООН по стандартизации географических названий — международная конференция, организуемая Статистической комиссией ООН, основной целью которой является содействие стандартизации национальных географических названий. Целью конференции не является урегулирование политических споров между государствами по поводу использования (или неиспользования) определённых географических названий.
Конференция проводится каждые пять лет в штаб-квартире ООН в Нью-Йорке. Возможно поведение конференции в другом месте, если принимающая страна готова профинансировать дополнительные расходы на проведение конференции вне штаб-квартиры ООН. Каждая страна — член ООН — может направить делегацию на конференцию. Как правило, члены национальных делегаций являются экспертами по географическим названиям своих стран.
Последняя конференция, 11-я по счёту, прошла в Нью-Йорке в августе 2017 года.